# 周尚忠
周尚忠（1501年—？），字伯顯，號恕斋，直隸河間府景州吳橋縣人，民籍，明朝政治人物。

## 生平
嘉靖四年（1525年）乙酉科順天府鄉試第五十二名舉人。嘉靖十四年（1535年）中式乙未科會試第二十七名，登第三甲第三十四名進士。授扬州府泰兴县知县，十六年分校丁酉鄉試。十七年改京衛武學教授，歷升國子監助教、南京户部河南司主事，欽差九江钞关。累官江西临江府同知、按察司佥事。

## 家族
曾祖周政；祖父周裕，曾任陰陽官；父周冕，字時制，號西庄，曾任壽官，封承德郎南京户部河南司主事。嫡母牟氏；生母李氏。具庆下。兄周尚志（1498年-1569年，字伯高，號立斋，辛卯贡士，歷官陕西葭州知州、西安府同知、歸德府知府）。弟尚恩。從弟尚勤、尚友。